# Haz puntual
Un haz puntual, en el lenguaje de las telecomunicaciones, es una señal de satélite que se concentra especialmente en la potencia (por ejemplo, enviada por una antena de alta ganancia) de modo que cubrirá solo un área geográfica limitada en la Tierra. El haz puntual se utiliza de forma que solo las estaciones de tierra de una zona de recepción en particular pueden recibir correctamente la señal del satélite.
Un ejemplo notable de la utilización de haces puntuales son los sistemas de satélite de difusión directa, tales como DirecTV y Dish Network, que ofrecen televisión de difusión local por satélite solo a los espectadores en la parte de América del Norte desde la cual emiten estas estaciones de radiodifusión terrestre. 
Los haces puntuales permiten a los satélites transmitir señales de datos diferentes utilizando la misma frecuencia.  Debido a que los satélites pueden utilizar un número limitado de frecuencias, la capacidad de volver a utilizar una frecuencia para diferentes ubicaciones geográficas (sin que haya datos diferentes interfiriendo entre sí al llegar al receptor) permite transmitir un mayor número de canales locales, ya que la misma frecuencia puede ser utilizada en varias regiones.